# Новоалексеевский (Пензенская область)
Новоалексеевский — посёлок в Земетчинском районе Пензенской области. Входит в состав Пролетарского сельсовета.

## География
Находится в северо-западной части Пензенской области на расстоянии приблизительно 11 км на север-северо-запад от районного центра посёлка Земетчино.

## История
Основан в 1920 году. В 1934 году — 23 двора, колхоз «Новоалексеевский». В 1955 году колхоз имени Маленкова. В 2004 году оставалось 15 хозяйств.

## Население
Численность населения: 89 человек (1926 год), 108 (1934 год), 116 (1936), 118 (1959), 119 (1979), 57 (1989), 48 (1996). Население составляло 27 человек (русские 100 %) в 2002 году, 12 — в 2010.